# Giga Nevada
A Tesla Gigafactory 1 egy lítiumion-akkumulátor és elektromos járműalkatrész gyár Nevada államban. A létesítményt a Tesla, Inc. működteti. A Tahoe Reno ipari központban található, Storey megyében, körülbelül 3000 alkalmazottal (2018 augusztus).
A gyár 2016 első negyedévében kezdett a Tesla Powerwall és Powerpack korlátozott gyártásába, máshol gyártott akkumulátorcellákat használva, majd 2017 januárjában megkezdődött a cellák tömeggyártása. A gyár megnyitójára 2016. július 29-én került sor.
A gyárat úgy tervezték hogy teljesen önellátó legyen. A Tesla nap-, szél- és geotermikus energiákat felhasználva szándékszik ellátni a létesítmény energiaszükségletét. Az épület, amikor teljesen elkészül, a legnagyobb alapterületű és a második legnagyobb térfogatú lesz a világon.
A Gigafactory 1-en kívül a Teslának van még egy, Gigafactory 2 nevű gyára Buffalóban, New York államban, és a kínai Gigafactory 3 Sanghajban. Ezen kívül a vállalat Európában is elkezdett felépíteni egy üzemet.

## Fordítás
- Ez a szócikk részben vagy egészben  a   Gigafactory 1 című angol Wikipédia-szócikk ezen változatának fordításán alapul.  Az eredeti cikk szerkesztőit annak laptörténete sorolja fel. Ez a jelzés csupán a megfogalmazás eredetét és a szerzői jogokat jelzi, nem szolgál a cikkben szereplő információk forrásmegjelöléseként.